# Champamati
Champamati és un riu d'Assam, nascut a Bhutan.
Després d'un curs tortuos de nord a sud, desaigua al riu Brahmaputra; la seva llonmgitut des del naixement és de 136 kilòmetres. S'utilitza com a via fluvial per portar mercaderies i fusta. Els bots de més de 4 tones no poden navegar per tot el riu a l'estació seca.